# Gouverneurswahlen in den Vereinigten Staaten 1963
Die Gouverneurswahlen in den Vereinigten Staaten 1963 fanden am 5. November 1963 statt. Gewählt wurde in den Bundesstaaten Kentucky und Mississippi. In beiden Staaten gewannen die Demokraten die Wahl.

## Wahl in Kentucky
Die Vorwahlen fanden am 28. Mai 1963 statt. Die Präsidentschaftswahlen von 1963 in Kentucky fanden am 5. November 1963 statt. Der demokratische Kandidat Ned Breathitt besiegte den republikanischen Kandidaten Louie Nunn mit 50,74 % der Stimmen.

## Wahl in Mississippi
Kein Kandidat erhielt eine Mehrheit in den demokratischen Vorwahlen, die aus 4 Anwärtern bestanden, so dass eine Stichwahl zwischen den beiden Spitzenkandidaten stattfand. Die Stichwahl wurde von Vizegouverneur Paul B. Johnson Jr., dem Sohn des ehemaligen Gouverneurs Paul B. Johnson Sr., der den ehemaligen Gouverneur James P. Coleman besiegte, gewonnen.
Die  demokratische Vorwahl hatte eine höhere Wahlbeteiligung als die normale Wahl, da es damals normal war, dass der Demokrat gewinnen würde.